# Josef Kotas
Josef Kotas (* 12. September 1891; †  11. Juli 1966 in Ostrava) war ein tschechoslowakischer Bergmann und Politiker.

## Leben und Tätigkeit
Nach dem Schulbesuch arbeitete Kotas als Hilfsarbeiter in den Zofinsky Stahlwerken. Seit 1912 gehörte Kotas als gepresster Soldat der k.-und-k.-Armee an. Einige Monate nach Beginn des Ersten Weltkriegs wurde er 1915 an die Front geschickt und kam in Russland und Italien zum Einsatz. 1918 erkrankte er an Malaria. 1919 fand er eine Anstellung in einem Bergwerk.
1925 wandte Kotas sich der Politik zu. Nachdem er bis Anfang der 1920er Jahre der Sozialdemokratischen Partei angehört hatte, war er um 1923 der Kommunistischen Partei der Tschechoslowakei beigetreten. Für diese wurde er 1925 zum Ratsmitglied der Stadt Ostrava, der drittgrößten Stadt der Tschechoslowakei, gewählt. 1929 wurde er zudem Mitglied des mährischen Landtages. Als Parteifunktionär war er von 1927 bis 1931 Mitglied des Zentralkomitee der KPČ.
1938 wurde Kotas zum Bürgermeister von Ostrava gewählt. Allerdings weigerte sich der zuständige Landrat ihn im Amt zu bestätigen. Angesichts der deutschen Zerschlagung der Tschechoslowakei im März 1939 und der Errichtung des Reichsprotektorats Böhmen und Mähren siedelte Kotas im Juni 1939 nach Großbritannien über.
Von den nationalsozialistischen Polizeiorganen wurde Kotas nach seiner Emigration als Staatsfeind eingestuft. Im Frühjahr 1940 setzte das Reichssicherheitshauptamt in Berlin ihn auf die Sonderfahndungsliste G.B., ein Verzeichnis von Personen, die im Falle einer erfolgreichen deutschen Invasion Großbritanniens durch die Sonderkommandos der SS-Einsatzgruppen mit besonderer Priorität ausfindig gemacht und verhaftet werden sollten.
Am 2. Mai 1945 kehrte Kotas im Auftrag der Moskauer KP nach Ostrava zurück. Fortan amtierte er erneut, von 1945 bis 1960, als Bürgermeister der Stadt. Von 1945 bis 1951 war er zugleich Vorsitzender des Bezirkskomitees der KPČ. In seiner Regierungszeit wurde die Stadt um mehrere Siedlungen erweitert, der Aufbau der Schwerindustrie massiv gefördert und kulturelle Institutionen wie das Musiktheater (1951), die Staatliche Wissenschaftsbibliothek (1951) und das Pädagogische Institut (1959) in der Stadt errichtet. Zudem hatte sich die Hochschule für Bergbau bereits 1945 in der Stadt angesiedelt. Umgekehrt war er aber auch für die Schließung von Klöstern und die Deportation von Ordensbrüdern und -schwestern (März 1950) verantwortlich.